# باسکله گرمه
باسکله گرمه، روستایی کوچک از توابع بخش زرنه شهرستان ایوان در استان ایلام ایران است که بخاطر اقلیم آب و هوایی خاص و مناطق باستانی کشف شده در کوه های اطراف مورد توجه قرار گرفته است.

## جمعیت
این روستا در دهستان زرنه قرار دارد و براساس سرشماری مرکز آمار ایران در سال ۱۳۸۵، جمعیت آن ۳۴۱ نفر (۶۲خانوار) بوده‌است.